# Георг Австрийский (1905—1952)
Эрцгерцог Георг Австрийский (нем. Georg Maria Rainer Joseph Peter Hubert Gottfried Eustach Rupert Ignaz, Erzherzog von Österreich, Prinz von Toskana; 22 августа 1905, Зальцбург, Австро-Венгрия — 21 марта 1952, замок Альтхаузен, Вюртемберг-Гогенцоллерн, ФРГ) — представитель тосканской ветви Габсбург-Лотарингского дома. Эрцгерцог Австрийский, принц Тосканский.

## Биография
Готфрид родился 22 августа 1905 года, в Зальцбурге. Второй и младший сын эрцгерцога Петера Фердинанда Австрийского (1874—1948), главы Тосканского великогогерцогского дома (1921—1948), и его супруги, принцессы Марии Кристины Бурбон-Сицилийской (1877—1947). Через 3 дня он был крещен в часовне замка Парш. Его крестными родителями стали Райнер Австрийский (1827—1913) и Мария Иммакулата Бурбон-Сицилийская (1874—1947).
Детство своё он с семьей провёл в Зальцбурге. После поражения центральных держав в Первой мировой войне, и свержения Габсбургов в 1918 году, семья переехала в Люцерн, в Швейцарию. На момент свержения занимал 10 место в линии наследования Австро-Венгерского престола. Там он жил до 1935 года. Потом он вернулся в Австрию.
Умер в замке Альтсхаузен 21 марта 1952 года, в возрасте 46 лет. Похоронен в Санкт-Гильгене.

## Брак и дети
Георг Австрийский женился на Марии Валерии Вальдбурге цу Зейль Хохенемс (1913—2011), 29 апреля 1936 года. Георг приходился Марии троюродным дядей. Супруги имели 9 детей:
- Эрцгерцог Гунтрам Австрийский (19 августа 1937 — 21 апреля 1944), умер в возрасте 6 лет.
- Эрцгерцог Радбот Австрийский (род. 23 сентября 1938), в 1972 году женился на Каролине Пруст (род. 1952). 3 детей.
- Эрцгерцогиня Мария Кристина Австрийская (8 апреля 1941 — 4 января 1942), умерла в младенчестве.
- Эрцгерцогиня Вальбурга Австрийская (род. 23 июля 1942), в 1969 году вышла замуж за Карлоса Тассо Саксен-Кобург-Браганского (род. 1931). 8 детей.
- Эрцгерцогиня Верена Австрийская (21 июня 1944 — 5 января 1945), умерла в младенчестве.
- Эрцгерцог Иоганн Австрийский (род. и ум. 27 декабря 1946)
- Эрцгерцогиня Катарина Австрийская (род. 24 апреля 1948), в 1983 году вышла замуж за Роланда Хубера (род. 1950). Детей в браке нет.
- Эрцгерцогиня Агнесса Австрийская (род. 20 апреля 1950), в 1976 году вышла замуж за барона Петера Фюрстеберга (род. 1945). 3 детей.
- Эрцгерцог Георг Австрийский (род. 28 августа 1952), не женат. Бездетен.